# 斯坦·温斯顿
斯坦·温斯顿（1946年4月7日—2008年6月15日）是美国的一位视觉特效监制、化妆师和电影导演。以其参与制作的《终结者》系列、《侏罗纪公园》系列、《异形2》、《铁血战士》系列、《钢铁侠》和《剪刀手爱德华》而闻名。他曾赢得过4次奥斯卡奖。